# 소양중학교 (강원)
소양중학교(昭陽中學校)는 대한민국 강원특별자치도 춘천시 사농동에 있는 공립 중학교이다.

## 학교 연혁
- 1955년 2월 10일 : 소양중학교 설립 기성회 결성
- 1955년 4월 15일 : 소양중학교 설립 인가
- 1955년 5월 12일 : 초대 염석노 교장 부임
- 1955년 6월 20일 : 개교식 거행
- 1956년 3월 10일 : 제1회 졸업식 거행(졸업생 115명)
- 1970년 3월 19일 : 중학교 평준화에 의하여 춘천농고와 분리
- 1996년 11월 28일 : 신축교사 준공
- 2000년 10월 13일 : 교육부지정 교육과정 연구학교 운영 보고
- 2006년 12월 27일 : 청솔관 준공
- 2023년 9월 1일 : 제28대 최영아 교장 부임
- 2025년 1월 7일 : 제70회 졸업식(167명, 총 20,456명)
- 2025년 3월 4일 : 제71회 입학식(208명)

## 참고 자료
- 소양중학교 - 한국교육학술정보원 학교알리미